# Alcàsser (ort)
Alcàsser är en ort i Spanien.   Den ligger i provinsen Província de València och regionen Valencia, i den östra delen av landet, 300 km öster om huvudstaden Madrid. Alcàsser ligger 31 meter över havet och antalet invånare är 8 188.
Terrängen runt Alcàsser är huvudsakligen platt, men åt sydväst är den kuperad. Terrängen runt Alcàsser sluttar österut.Runt Alcàsser är det mycket tätbefolkat, med 4 343 invånare per kvadratkilometer. Närmaste större samhälle är Valencia, 12,7 km nordost om Alcàsser. Trakten runt Alcàsser består till största delen av jordbruksmark.